# 门闩

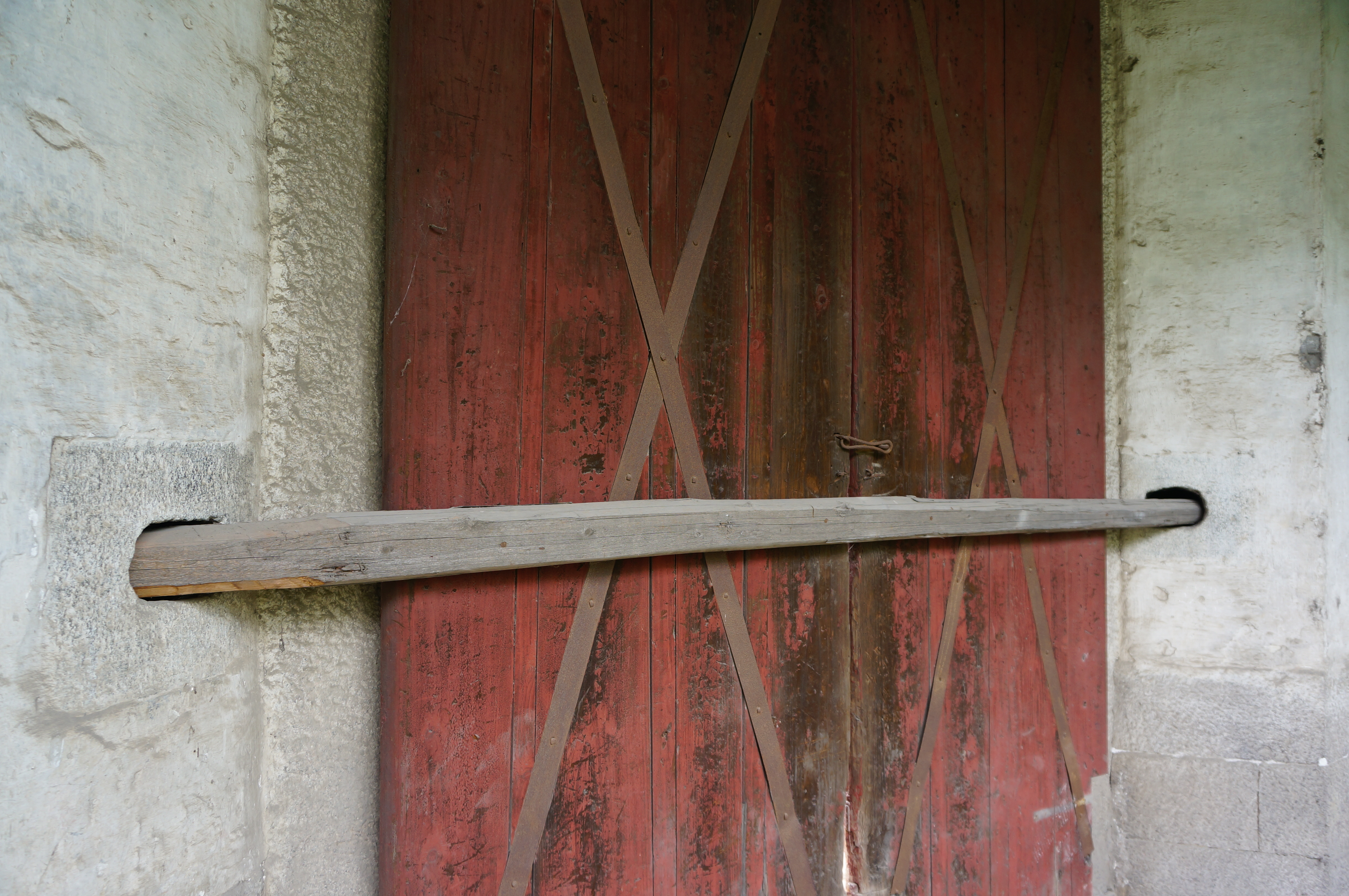
中式传统门闩，摄于桐乡市濮院镇翔云观山门。

门闩又称门栓，为关门后横插在门内使其不能被推开的木棍或铁棍，主要用于对开式门。一般在门内左右墙上安铁环或掏墙槽，关门后将比两扇门宽度稍长的门闩两端放入铁环或墙槽中，即抵住门不动不开，如在门内中间安上铁槽或上弯铁鼻加固则更为安全。